# Dianthus albens
Dianthus albens là loài thực vật có hoa thuộc họ Cẩm chướng. Loài này được Aiton mô tả khoa học đầu tiên năm 1789.